# Mallinella klossi
Mallinella klossi là một loài nhện trong họ Zodariidae.
Loài này thuộc chi Mallinella. Mallinella klossi được Henry Roughton Hogg miêu tả năm 1922.